# Ibn Sahl (wiskundige)

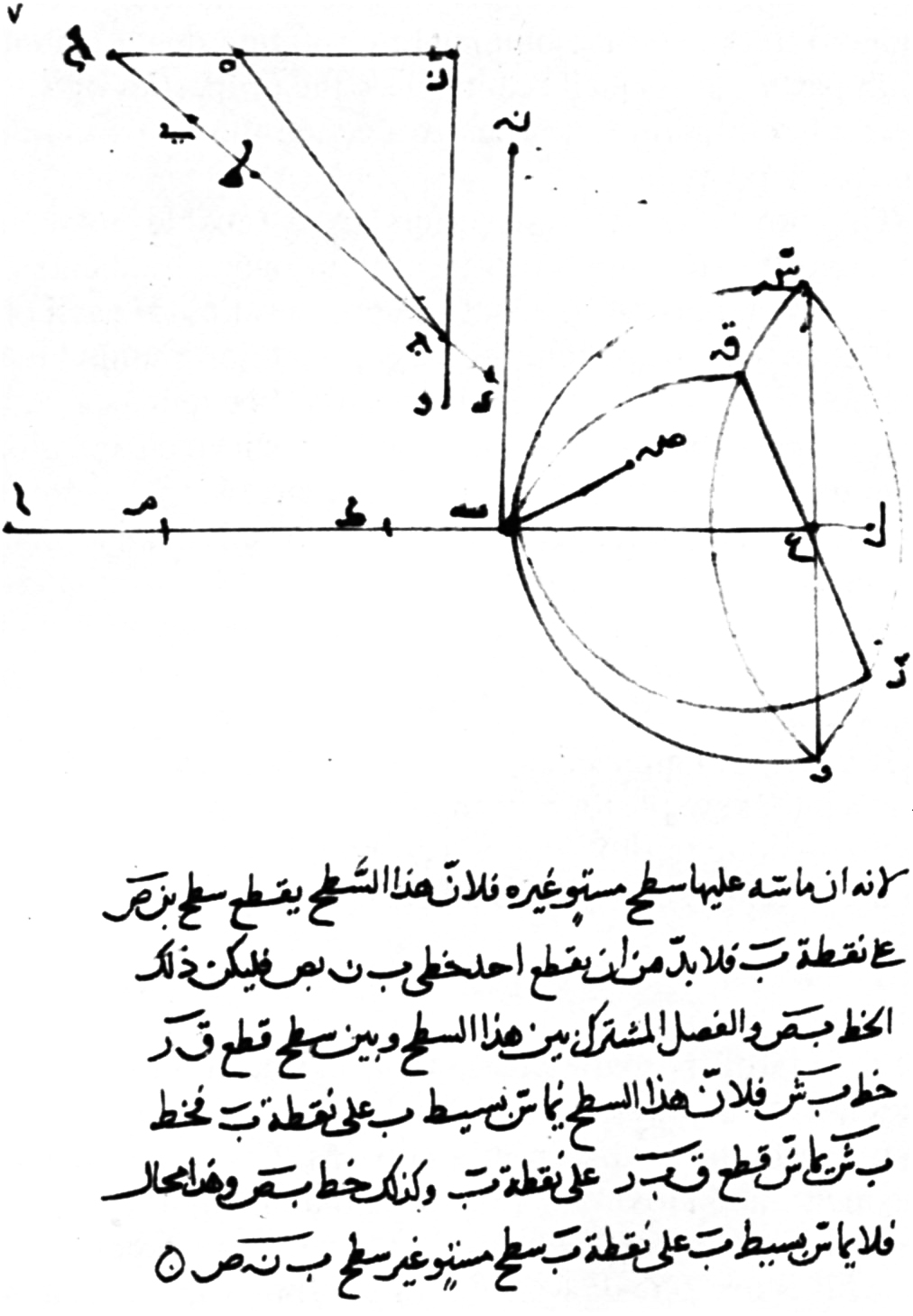
Reproductie van een pagina van Ibn Sahls manuscript, die zijn ontdekking van de wet van refractie toont (10e eeuw). Het werd gerepubliceerd in 1990.

Abu Sa`d al-`Ala' ibn Sahl of Ibn Sahl (ca. 940-1000) was een Arabisch wiskundige en optisch ingenieur, die verbonden was met het gerecht van Bagdad.
Rond 984 schreef hij de verhandeling Over Brandspiegels en Lenzen, waarin hij uiteenzette hoe gebogen spiegels en lenzen licht bundelen. Er wordt gezegd dat Ibn Sahl de eerste is die de wet van refractie heeft ontdekt, die nu de Wet van Snellius wordt genoemd. Hij gebruikte zijn eigen theorie en zijn wet van refractie om de vorm van de lenzen te bepalen, die het licht bundelen zonder geometrische aberratie.
Ibn Sahls theorie werd ook gebruikt door de grote wiskundige Ibn al-Haitham. Er zijn bovendien manuscripten gevonden met daarop tekeningen en berekeningen van Ibn Sahl. Ze werden ontdekt in 2 bibliotheken, vertaald en gepubliceerd.